# 蔡堆
蔡堆（1947年12月1日—），臺中縣大甲區清水鎮（今臺中市清水區）人，台灣政治人物、工程師。現任國立台灣科技大學、國立臺北科技大學、開南大學等校兼任教授，主授排隊理論等科目。
畢業於省立清水中學。1998年大園空難發生後負政治責任，由民航局局長轉任交通部技監。

## 政策立場
- 1998年大園空難時與慈濟結緣，此後支持慈濟於內湖保護區開發案。[2]

## 個人生活
- 蔡與元配蔡張月霞分居多年，但兩人未離婚，目前和女友顧佩珍交往密切[3]。